# إرنست إنجل
إرنست إنجل (بالألمانية: Ernst Engel) (و. 1821 – 1896 م) هو عالم اقتصاد، وعالم إحصاء، من ألمانيا، ولد في دريسدن، توفي في رادبويل، عن عمر يناهز 75 عاماً.

## مناصب
تولى منصب عضو مجلس النواب البروسي.

## التعليم
تعلم في جامعة فرايبيرغ التكنولوجية.

## روابط خارجية
- إرنست إنجل على موقع الموسوعة البريطانية (الإنجليزية)
- إرنست إنجل على موقع إن إن دي بي (الإنجليزية)